# Man of the West
Man of the West is een Amerikaanse western uit 1958 onder regie van Anthony Mann. Het scenario is gebaseerd op de roman The Border Jumpers van de Amerikaanse auteur Will C. Brown.

## Verhaal
De ex-crimineel Link Jones raakt betrokken bij een treinoverval door de bende van Dock Tobin. Na de overval blijven Link, de cabaretzangeres Billie Ellis en de gokker Sam Beasley in een onherbergzaam gebied achter. Onderweg treffen ze een verlaten boerderij. Die blijkt echter het schuiloord te zijn van de bende van Dock Tobin.

## Rolverdeling
| Acteur           | Personage    |
| ---------------- | ------------ |
| Gary Cooper      | Link Jones   |
| Julie London     | Billie Ellis |
| Lee J. Cobb      | Dock Tobin   |
| Arthur O'Connell | Sam Beasley  |
| Jack Lord        | Coaley       |
| John Dehner      | Claude       |
| Royal Dano       | Trout        |
| Robert J. Wilke  | Ponch        |